# Michel Archambault
Pour les articles homonymes, voir Archambault (homonymie).
Michel Joseph Archambault (né le 27 septembre 1950 à Saint-Hyacinthe dans la province de Québec au Canada et mort le 23 mai 2018 à Saint-Jérôme (province de Québec)) est un joueur professionnel canadien de hockey sur glace.

## Biographie

### Carrière

#### Carrière d'entraineur
En 1993-1994, Michel Archambault a été entraîneur adjoint pour le Laser de Saint-Hyacinthe dans la Ligue de hockey junior majeur du Québec. La saison suivante, il a été l'entraîneur de cette équipe pendant 7 parties.

### Mort
Michel Archambault est décédé au CISSS des Laurentides à Saint-Jérôme le 23 mai 2018 à l'âge de 67 ans.

## Statistiques
| Saison     | Équipe                   | Ligue      |    | Saison régulière | Saison régulière | Saison régulière | Saison régulière | Saison régulière |   | Séries éliminatoires | Séries éliminatoires | Séries éliminatoires | Séries éliminatoires | Séries éliminatoires |
| Saison     | Équipe                   | Ligue      | PJ | B                | A                | Pts              | Pun              | PJ               | B | A                    | Pts                  | Pun                  |                      |                      |
| 1969-1970  | Rangers de Drummondville | LHJMQ      | 59 | 69               | 83               | 152              | 161              | -                | - | -                    | -                    | -                    |                      |                      |
| 1970-1971  | Black Hawks de Dallas    | LCH        | 61 | 17               | 17               | 34               | 56               | 10               | 5 | 2                    | 7                    | 10                   |                      |                      |
| 1971-1972  | Black Hawks de Dallas    | LCH        | 65 | 31               | 26               | 57               | 115              | 12               | 6 | 6                    | 12                   | 14                   |                      |                      |
| 1972-1973  | Nordiques de Québec      | AMH        | 57 | 12               | 25               | 37               | 36               | -                | - | -                    | -                    | -                    |                      |                      |
| 1973-1974  | Nordiques du Maine       | NAHL       | 72 | 43               | 65               | 108              | 83               | 8                | 1 | 7                    | 8                    | 0                    |                      |                      |
| 1974-1975  | Black Hawks de Dallas    | LCH        | 70 | 26               | 40               | 66               | 49               | 8                | 4 | 2                    | 6                    | 8                    |                      |                      |
| 1975-1976  | Black Hawks de Dallas    | LCH        | 76 | 26               | 47               | 73               | 41               | 10               | 2 | 2                    | 4                    | 2                    |                      |                      |
| 1976-1977  | Black Hawks de Dallas    | LCH        | 72 | 28               | 45               | 73               | 60               | 5                | 0 | 3                    | 3                    | 0                    |                      |                      |
| 1976-1977  | Black Hawks de Chicago   | LNH        | 3  | 0                | 0                | 0                | 0                | -                | - | -                    | -                    | -                    |                      |                      |
| 1977-1978  | VEU Feldkirch            | EBEL       | 19 | 18               | 9                | 27               | 70               | -                | - | -                    | -                    | -                    |                      |                      |
| Totaux AMH | Totaux AMH               | Totaux AMH | 57 | 12               | 25               | 37               | 36               | -                | - | -                    | -                    | -                    |                      |                      |
| Totaux LNH | Totaux LNH               | Totaux LNH | 3  | 0                | 0                | 0                | 0                | -                | - | -                    | -                    | -                    |                      |                      |

## Trophées et honneurs personnels
- Ligue de hockey junior majeur du Québec
  - 1970 : nommé dans la 2e équipe d'étoiles
- Ligue centrale de hockey
  - 1976 et 1977 : nommé dans la 1re équipe d'étoiles